# 和田賢一
和田 賢一（わだ けんいち、1987年12月8日 - ）は、日本のライフセーバー、タレント。

## 人物
東京都出身。血液型はB型。身長170cm 体重70kg。
大学時代に偶然出会った「ライフセービング」という活動に深い感銘をうけ、競技である「ビーチフラッグス」と出会い、「ライフセービングの普及とビーチフラッグス世界一」という目標を見つけ挑戦をはじめる。
- 2012年、全日本種目別選手権優勝、その後数々の国内外大会に出場し入賞を果たす。

- 2013年11月、ライフセービングの本場オーストラリアへ単身修行。

- 2014年11月、スプリント技術を磨くためジャマイカ「レーサーズトラッククラブ（英語版）」へ単身留学。

- 2015年、全日本選手権2連覇、初めての挑戦となったEuro Beachflags tourでも優勝を果たし、スペインバルセロナにトレーニング留学。

- 2016年、全日本選手権3連覇、全豪選手権4位。

- テレビ番組 MBS「ピラミッドダービー」、フジテレビ「one hour sensee」などに出演。

- ライフセービング活動の普及、全豪選手権優勝を目指すと共に、「命の尊さ」を次世代に伝えられる「発信者」として大きく期待されている。

## 経歴
- 日本大学文理学部スポーツ学科卒業。
- 2014年 - 2016年、全日本ライフセービング選手権大会ビーチフラッグスにて3連覇。
- 2017年-2018年 ライフセービング国際大会SANYO CUPビーチフラッグス、ビーチリレーにて2連覇。
- 式根島ライフセービングクラブ所属。

## スポンサー
ZAVAS, SWANS, リンドウ治療院、MoringaHealthCare　など

## 戦歴

### 2012年
- 全日本種目別選手権優勝
- 世界大会インタークラブ7位入賞

### 2013年
- 全豪選手権8位入賞
- 全日本選手権準優勝

### 2014年
- 全豪選手権準優勝（日本人男子歴代最高位）
- 世界大会インタークラブ銀メダル（日本人初）
- クイーンズランド州大会（豪）優勝（日本人20年ぶり2人目）
- アリーナレスキュー（フランス）日本代表 ビーチスプリント準優勝
- 全日本種目別選手権 ビーチフラッグス優勝
- 全日本選手権　ビーチフラッグス優勝

### 2015年
- Euro Beachflags Tour 3rd round優勝
- 全日本選手権　ビーチフラッグス優勝（2連覇）

### 2016年
- 全豪選手権　第4位
- 全日本選手権　ビーチフラッグス優勝（3連覇）

### 2017年
- ライフセービング種目別選手権 ビーチフラッグス優勝、ビーチスプリント準優勝
- ライフセービング国際大会SANYO CUP ビーチフラッグス優勝　ビーチリレー優勝